# New Island
New Island – wyspa w archipelagu Falklandów. Ma 22,7 km² powierzchni, około 13 km długości, a długość linii brzegowej wynosi 84 km. Najwyższym punktem na wyspie jest South Hill (244 m n.p.m.).

## Położenie
New Island jest jedną z najbardziej na zachód wysuniętych wysp archipelagu. Leży 237 km od stolicy Falklandów, Stanley, i około 350 km od najbliższego punktu na wybrzeżu Ameryki Południowej. Na południe od wyspy leży Beaver Island.

## Fauna
New Island jest szczególnie znana ze względu na bogatą faunę. Na wyspie można znaleźć 40 gatunków ptaków, w tym cztery pingwinów, m.in. albatrosa czarnobrewego, pingwina skalnego czy kormorana królewskiego. Na wyspie i okolicach występują też morskie ssaki: uchatka patagońska i foki.